# INTEGRAL (nau espacial)
El INTErnational Gamma-Ray Astrophysics Laboratory (INTEGRAL) és un satèl·lit terrestre operacional de l'Agència Espacial Europea, llançat en el 2002 per a la detecció de part de la radiació més energètica que prové de l'espai. És l'observatori de raigs gamma més sensitiu mai llançat.
L'INTEGRAL és una missió de l'ESA en cooperació amb l'Agència Espacial Russa i la NASA. Ha tingut alguns èxits notables, per exemple en la detecció d'un misteriós 'quàsar de ferro'. També ha tingut un gran èxit en la investigació d'esclat de raigs gamma i proves de forats negres.